# Бобоев, Шухрат Шоназарович
Шухрат Шоназарович Бобоев (узб. Shuhrat Shonazarovich Boboev; род. 3 декабря 1985 года) ― узбекский дзюдоист-паралимпиец, выступающий в весовой категории до 90 кг. Призёр чемпионата мира по самбо, бронзовый призёр Летних Паралимпийских игр 2016 года и участник Летних Паралимпийских игр 2020, победитель и призёр Азиатских Параигр и чемпионата Азии, победитель Игр исламской солидарности, призёр чемпионата мира по дзюдо.

## Карьера
В 2010 году на чемпионате мира по самбо в Ташкенте выиграл бронзовую медаль.
В 2014 году на Летних Азиатских Параиграх в Инчхоне (Республика Корея) в весовой категории до 90 кг в финале одержал победу над японским дзюдоистом Арамицу Китадзоно и выиграл золотую медаль игр. На чемпионате мира по дзюдо среди слепых и слабовидящих в Колорадо (США) выиграл бронзовую медаль в своей весовой категории. В 2015 году на Всемирных играх среди слепых и слабовидящих в Сеуле (Республика Корея) в соревновании по дзюдо в весовой категории до 90 кг выиграл бронзовую медаль.
В 2016 году на Летних Паралимпийских играх в Рио-де-Жанейро (Бразилия) в весовой категории до 90 кг выиграл бронзовую медаль. В том же году президент Узбекистана Шавкат Мирзиёев наградил Шухрата медалью «Жасорат».
В 2017 году на Играх исламской солидарности в Баку (Азербайджан) в весовой категории до 90 кг среди параспортменов в финале одержал победу над иранским дзюдоистом Мухаммад Али Шахани и завоевал золотую медаль игр. На чемпионате Азии по дзюдо среди слепых и слабовидящих в Ташкенте выиграл золотую медаль в весовой категории до 90 кг, победив в финале корейского дзюдоиста Ю-Хан Ли.
В 2018 году на Летних Азиатских Параиграх в Джакарте (Индонезия) в весовой категории до 90 кг в финале уступил иранскому дзюдоисту Вахиду Нури и завоевал серебряную медаль. В 2019 году на чемпионате Азии по дзюдо среди слепых и слабовидящих в Атырау (Казахстан) в весовой категории до 90 кг завоевал серебряную медаль.
В 2021 году на Летних Паралимпийских играх в Токио (Япония) в своей весовой категории в четвертьфинале проиграл британцу Эллиоту Стюарту. В утешительном раунде не смог одолеть казахстанского дзюдоиста Жанботу Аманжола и завершил выступление на играх.